# Зелёная Роща (Ярославская область)
Зелёная Роща — посёлок в Угличском районе Ярославской области России. 
В рамках организации местного самоуправления входит в Слободское сельское поселение, в рамках административно-территориального устройства — в Слободской сельский округ.

## География
Расположен на северной границе города Углича.

## Население
| 2007 | 2010 |
| ---- | ---- |
| 462  | ↘455 |

Согласно результатам переписи 2002 года, в национальной структуре населения русские составляли 94 % от всех жителей.